# Ур-Бедари
Ур-Бедари́ — село в Гурьевском районе Кемеровской области. Административный центр Ур-Бедаревского сельского поселения.

## География
Центральная часть населённого пункта расположена на высоте 202 м над уровнем моря.

## Население
| 2010 |
| ---- |
| 443  |

### Половой состав
По данным Всероссийской переписи населения 2010 года, в селе Ур-Бедари проживало 443 человека (215 мужчин, 228 женщин).